# بول مودريتش
بول مودريتش (بالإنجليزية: Paul Modrich)‏ هو عالم أمريكي في مجال الكيمياء الحيوية وعلم الوراثة، ولد في 13 حزيران/يونيو سنة 1946 في مدينة راتون في ولاية نيومكسيكو.
حاز بول مودريتش على جائزة نوبل في الكيمياء سنة 2015 بشكل مشترك مع كل من توماس ليندال وعزيز سانكار، وذلك لأبحاثهم في مجال ترميم الـ DNA.

## اقرأ أيضاً
- ترميم الـ DNA
- توماس ليندال
- عزيز سانكار
- جائزة فايزر في كيمياء الإنزيم

## روابط خارجية
- بول مودريتش على موقع الموسوعة البريطانية (الإنجليزية)
- بول مودريتش على موقع مونزينجر (الألمانية)